# García de Jarén
Pedro García de Jarén, nacido en Castropol, Asturias España, militar y comerciante español. Participó en la conquista del Perú, siendo uno de los Trece de la fama, es decir, uno de los trece soldados españoles que no quisieron abandonar a Francisco Pizarro en la isla del Gallo. En la Capitulación de Toledo aparece mencionado como García de Geren; el cronista Pedro Cieza de León, en la tercera parte de su Crónica del Perú, lo llama erróneamente García de Xerez (Jerez) y así también lo menciona en sus Décadas el cronista Antonio de Herrera y Tordesillas, que sigue los datos de Cieza. Por las informaciones que Jarén firmó en Panamá, en octubre de 1528, se ha podido determinar la forma correcta de su apellido.

## Biografía
Según la tradición familiar y sobre la base de una Real Provisión en su contra, obrante en el Archivo de Indias, se puede afirmar que Pedro García de Jarén era vecino de Castropol, Asturias, y que sus padres fueron Suero Fernández de Valmorto (Salave, Castropol, Asturias) y Elvira García. Según su propia confesión, pasó a América en 1518 en el séquito de Lope de Sosa, que iba a asumir la gobernación de Castilla del Oro (Centroamérica). Pero Sosa falleció antes de desembarcar, por lo que García de Jarén se vio obligado a alistarse en la expedición del capitán Gil González Dávila, que exploró el territorio de la actual Nicaragua, en busca de un estrecho que debía poner en comunicación el océano Pacífico con el Atlántico.
De regreso a Castilla del Oro, se alistó en la armada de Francisco Pizarro, que desde Panamá inició la exploración del entonces llamado Mar del Sur, atraído por los relatos de la existencia de un rico imperio (1524). Estuvo en las duras jornadas de Chochama y el río San Juan. Trabó en esos días una gran amistad con el griego Pedro de Candía, que era el artillero de la expedición. 
Participó también en el segundo viaje de Pizarro, contándose entre los españoles que incursionaron los pueblos de Atacámez y las Barbacoas, en la actual costa pacífica de Colombia. Y se halló en la Isla del Gallo, cuando el caballero Juan Tafur, por orden del gobernador de Panamá, vino para recoger a los expedicionarios, atendiendo una carta de uno de ellos que se quejaba de las penalidades que demandaba la empresa descubridora. Solo trece soldados se negaron a abandonar a Pizarro, siendo uno ellos García de Jarén. Todos ellos fueron conocidos desde entonces como los Trece de la Fama (1527). Luego continuaron la exploración costera más al sur, descubriendo Tumbes y llegando hasta las playas del actual departamento de Lambayeque.
Ya de vuelta en Panamá, Jarén desembarcó en compañía de Pizarro, llevando consigo unos “camellos sin jiba” (camélidos sudamericanos o llamas), tres muchachos indios coloridamente vestidos, algo de oro y piezas de cerámica roja, todo lo cual venía a ser las pruebas del descubrimiento de un opulento imperio. Con la intención de lograr el reconocimiento de la Corona por sus servicios prestados, Jarén comprometió a sus compañeros Antón de Carrión, Juan de la Torre, Nicolás de Ribera, el viejo, Domingo de Soraluce y otros más, para que declararan en la información de sus servicios, que aparece fechada el 3 de agosto de 1528. Asimismo, declaró como testigo en la probanza de Pedro de Candía, fechada el 25 de agosto de 1528.
Según lo estipulado en la Capitulación de Toledo, Jarén fue elevado a la categoría de hidalgo y se le confirió el cargo de regidor de la ciudad que debía fundarse en Tumbes y que sería la cabeza de un Obispado (esta fundación no se haría efectiva). Tal vez descontento por no haber obtenido mayores distinciones, decidió abandonar la milicia para dedicarse al comercio, actividad que reportaba mayores ganancias. Fue así como se instaló en Panamá y se dedicó al comercio esclavista, que tenía como mercancía a las “piezas de caoba”, nombre que designaba a los indios nicaraguas prisioneros de guerra, y cuya esclavitud estaba permitida por la Corona española. Dedicado a este negocio, Jarén vivió entre Nicaragua y Tierra Firme, hasta 1534, año en que se encontraba definitivamente radicado en Panamá, donde tuvo un incidente violento con el gobernador Antonio de la Gama. A partir de entonces, no existen más menciones suyas en los documentos conservados y se presume que terminó sus días en Panamá.
Pedro García de Jarén con Aldonza Méndez tuvieron por hijo a Pedro Méndez de Jarén, de quien procede el linaje de los Méndez Jarén y Villamil, de Salave, Tapia de Casariego, Asturias, con descendencia en Buenos Aires (partido de San Fernando) y Mendoza de la República Argentina, a través de los hermanos Fernando y Torcuato Jarén y Rodríguez Trelles, respectivamente.